# British Home Championship 1956/57
Die British Home Championship 1956/57 war die 62. Auflage des im Round-Robin-System ausgetragenen Fußballwettbewerbs zwischen den vier britischen Nationalmannschaften von England, Nordirland (bis 1949/50 Irland), Schottland und Wales.
| Pl. | Nationalmannschaft | Sp. | S | U | N | Tore    | Punkte |
| --- | ------------------ | --- | - | - | - | ------- | ------ |
| 1.  | England            | 3   | 2 | 1 | 0 | 006:300 | 05:10  |
| 2.  | Schottland         | 3   | 1 | 1 | 1 | 004:400 | 03:30  |
| 3.  | Nordirland         | 3   | 0 | 2 | 1 | 001:200 | 02:40  |
| 4.  | Wales              | 3   | 0 | 2 | 1 | 003:500 | 02:40  |

|                                               |   |            |           |
| 6. Oktober 1956 in Belfast (Windsor Park)     |   |            |           |
| Nordirland                                    | – | England    | 1:1 (1:1) |
| 20. Oktober 1956 in Cardiff (Ninian Park)     |   |            |           |
| Wales                                         | – | Schottland | 2:2 (2:2) |
| 7. November 1956 in Glasgow (Hampden Park)    |   |            |           |
| Schottland                                    | – | Nordirland | 1:0 (1:0) |
| 14. November 1956 in London (Wembley Stadium) |   |            |           |
| England                                       | – | Wales      | 3:1 (0:1) |
| 6. April 1957 in London (Wembley Stadium)     |   |            |           |
| England                                       | – | Schottland | 2:1 (0:1) |
| 10. April 1957 in Belfast (Windsor Park)      |   |            |           |
| Nordirland                                    | – | Wales      | 0:0       |